# Soudní řízení
Soudní řízení probíhá u soudu a jeho účelem je především vydání rozhodnutí, jímž se v určité věci zakládají, mění nebo ruší práva anebo povinnosti určité osoby (konstitutivní rozhodnutí), nebo jímž se v určité věci prohlašuje, že taková osoba práva nebo povinnosti má anebo nemá (deklaratorní rozhodnutí), případně se rozhoduje o jiných právních skutečnostech. Příslušný soud i soudce stanoví zákon (tzv. zásada zákonného soudce), jednání je zásadně veřejné a ústní a postavení účastníků řízení je vždy rovné. Pokud je rozhodnutím rozsudek, vyhlašuje se vždy veřejně.

## Druhy
Podle druhu právní věci se nejen v České republice rozlišuje:
1. občanské soudní řízení, dělící se dále na:
  - sporné řízení – o žalobách
  - nesporné řízení – různorodá řízení, ve kterých je v soukromoprávních vztazích dán určitý veřejný zájem
2. trestní řízení soudní – rozhoduje se hlavně o vině obžalovaného a o případném trestu
3. soudní řízení správní – o žalobách proti rozhodnutím orgánů veřejné moci
4. řízení před Ústavním soudem – například o ústavní stížnosti proti rozhodnutí či jinému zásahu orgánů veřejné moci do ústavně zaručených základních práv a svobod, nebo o zrušení zákonů, jsou-li v rozporu s ústavou